# .mk
.mk, eine Internet-Domain, ist die länderspezifische Top-Level-Domain (ccTLD) Nordmazedoniens. Sie wurde am 23. September 1993 eingeführt und wird vom MARnet (Macedonian Academic And Research Network) mit Hauptsitz in Skopje verwaltet.

## Eigenschaften
Insgesamt darf eine .mk-Domain zwischen einem und 63 Zeichen lang sein, Umlaute und andere Sonderzeichen werden nicht unterstützt. Unter .mk können seit 2014 Personen und Unternehmen aus aller Welt Domains registrieren.